# Lago de morrena

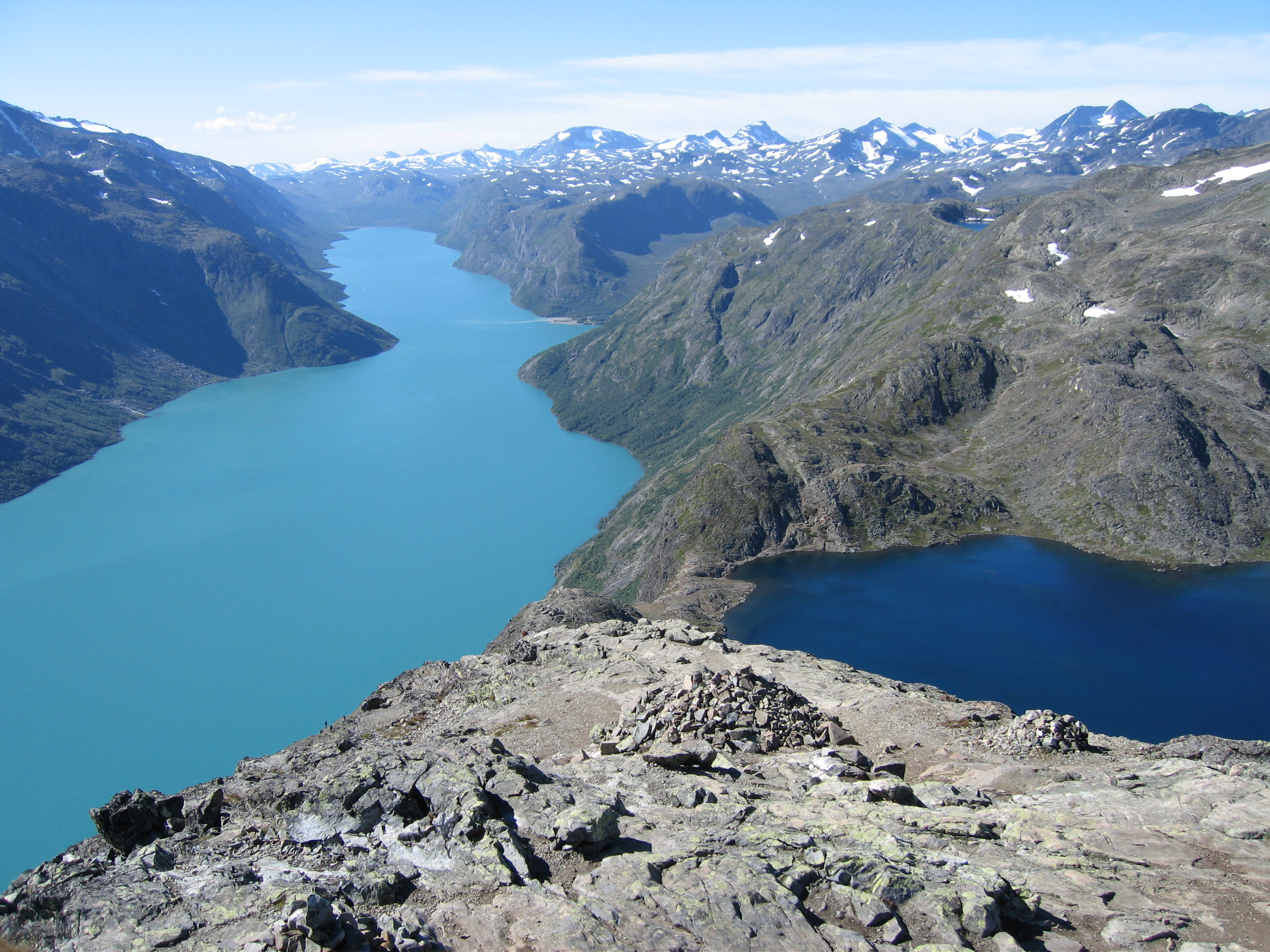
Ejemplos de lagos morrénicos en Noruega: el lago Gjende, al sur (izqda.) y el lago Bessvatnet al norte (dcha.).

Un lago morrénico o lago de morrena (del inglés: Moraine-dammed lake) es un tipo de lago que se forma cuando una morrena terminal evita que el agua del deshielo abandone el valle. El más común tiene forma de una larga cinta y por eso se llaman lagos cintiformes (ribbon lakes).
Algunos ejemplos de lagos de morrena son los siguientes:
- Argentina-Chile: lago General Carrera y lago Buenos Aires;
- Chile: lago Calafquén y lago Panguipulli;
- Nueva Zelanda: lago Hawea, lago Ohau, lago Pukaki, lago Tekapo, lago Wakatipu y lago Wanaka (es decir, casi todos los grandes lagos de la isla Sur);
- Suiza: Lago de Zúrich;
- Estados Unidos: lago Donner, en California; lago Flathead, en Montana; lago Mille Lacs en Minnesota; y lago Wallowa, en Oregón
- Gales: Llyn Peris y su gemelo Llyn Padarn
- España: Lago de Sanabria.

En el siglo XIX, el explorador argentino Francisco Perito Moreno sugirió que en muchos de los lagos de la Patagonia el flujo de las aguas discurría hacia el Pacífico a pesar de que forman parte de la cuenca del Atlántico, pero que la obstrucción causada por las morrenas durante la glaciación del Cuaternario había cambiado el flujo hacia el oeste.  Por tanto, serían originalmente lagos de la cuenca del Atlántico que debería haber sido asignados a la Argentina.
La mayoría de los lagos situados en el Himalaya del Nepal también son lagos de tipo morena, con la posibilidad de revertir sus aguas al valle, haciendo que la zona tenga un alto riesgo de inundación.